# Maríka Nínou
Maríka Nínou (en grec moderne : Μαρίκα Νίνου), née Evangeliá Atamián (Ευαγγελία Αταμιάν) en 1922, morte le 23 février 1957, est une chanteuse de rebetiko arméno-grecque,.

## Biographie
Maríka Nínou naît en 1922 sur le navire Evangelistria qui emmène sa mère, ses deux sœurs et son frère de huit ans, Barkev Atamián, de Smyrne (aujourd'hui Izmir) au Pirée. Elle sort du ventre de sa mère et, comme il était envisagé qu'elle ne survivrait pas, elle est emmenée dans un entrepôt. Cependant, elle reste vivante et immédiatement le capitaine de l'Evangelistria la baptise, c'est ainsi qu'elle est prénommée Evangeliá (signifiant « celle de l’Évangile, celle de la bonne nouvelle » en grec).
En Grèce, sa famille s'installe à Néa Kokkinia, à proximité du Pirée. À l'âge de sept ans, Maríka Nínou commence à fréquenter l'école arménienne de la Croix Bleue de Grèce Zavarian à Néa Kokkinia.
Elle y apprend la mandoline et rejoint l'orchestre de l'école. Parallèlement, grâce à ses qualités vocales, elle chante à l'église arménienne de Saint Hagop à Néa Kokkinia.
En 1939, elle épouse son premier mari Haig Mesrobian, serrurier qui a une boutique à Néa Kokkinia, et en 1940 elle donne naissance à leur fils Ovanes. En 1947, des navires soviétiques viennent en Grèce pour prendre les Arméniens qui voulaient partir et aller en Arménie. La moitié de la population arménienne de Thessalonique et d'Athènes quitte le pays. Parmi eux se trouve le mari de Maríka, Haig, qui laisse derrière lui sa femme et son fils.
Elle rencontre l'acrobate Nikos Nikolaides "Nino" en 1944 et l'épouse. Ils commencent à se produire ensemble sous le nom de Duo Nino. Lorsque son fils rejoint le spectacle, ils deviennent les Nino deux et demi.
Lors d'un spectacle des Nino, l'artiste Petros Kyriakos l'entend chanter et la recommande à Manolis Chiotis. Chiotis enregistre deux chansons avec elle, en 1948.
En octobre 1948, Stelakis Perpiniadis la prend sous son aile comme chanteuse au Florida club.
En 1949, Ninou commence à travailler avec Vassílis Tsitsánis au Fat Jimmy's, un endroit qui jouera un rôle décisif dans leurs vies respectives, et le couple Tsitsanis-Ninou occupera une place très particulière dans l'histoire de la musique grecque.
En octobre 1951, Maríka Nínou se produit avec Tsitsanis à Istanbul, mais après ce voyage, ils décident de se séparer.
Avant de partir pour les États-Unis, en 1954, elle subit une opération du cancer à Athènes. Néanmoins, son cancer se propageant rapidement aux États-Unis, elle retourne en Grèce où elle travaille dans la douleur pendant un court moment avant de succomber à sa maladie à l'âge de 35 ans.

## Héritage
Maríka Nínou possédait une voix aiguë avec beaucoup de corps et de volume et une tonalité impeccable, et elle chantait avec une intensité émotionnelle. Elle a enregistré un total de 174 chansons, dont 119 en tant que chanteuse principale.
Le film Rebétiko de Costas Ferris est basé sur sa vie.